# Gmina zbiorowa Ilmenau
Gmina zbiorowa Ilmenau (niem. Samtgemeinde Ilmenau) – gmina zbiorowa położona w niemieckim kraju związkowym Dolna Saksonia, w powiecie Lüneburg. Siedziba gminy zbiorowej znajduje się w miejscowości Melbeck.

## Położenie geograficzne
Gmina zbiorowa Ilmenau jest położona w północno-wschodniej części Pustaci Lüneburskiej. 
Leży na południu powiatu Lüneburg. Graniczy od południowego wschodu z powiatem Uelzen. Na południowym zachodzie sąsiaduje z gminą zbiorową Amelinghausen. Od północy sąsiaduje z gminą zbiorową Gellersen i bezpośrednio styka się z Lüneburgiem. Na północnym wschodzie sąsiaduje z gminą zbiorową Ostheide.
Przez gminę zbiorową płynie rzeka Ilmenau, która dała jej nazwę. Na południu gminy zaczyna się Pustać Lüneburska.

## Podział administracyjny
Do gminy zbiorowej Ilmenau należą cztery gminy:
1. Barnstedt
2. Deutsch Evern
3. Embsen
4. Melbeck.

## Współpraca
- Gołańcz, Polska od 2005
- Westerveld, Holandia od 1990